# Tónika
Tónika je hudební pojem, označující základní tón stupnice resp. tóniny. Jinými slovy: Tónika je 1. stupeň ve stupnici nebo akord na prvním stupni (tónika jako harmonická funkce) v tónině.
Tónika jako základní tón stupnice má v melodii skladby tu vlastnost, že pokud se na něm tok melodie zastaví, zní obvykle závěr melodie velmi přirozeně. Proto tímto tónem melodie hudební skladby také často končí. K tónice se vztahuje základní akord příslušné tóniny i se svými obraty (kvintakord, sextakord, kvartsextakord). Tomuto akordu, který má v harmonii konkrétní harmonickou funkci, se říká rovněž tónika. Stejně přesvědčivě jako tónika ve smyslu základního tónu stupnice v závěru melodie, zní také v harmonii tónický kvintakord.